# Eleição presidencial nos Estados Unidos em 1792
A eleição presidencial dos Estados Unidos de 1792 foi a segunda eleição presidencial no país, e a primeira na qual os 13 estados originais designaram eleitores (incluindo os novos estados de Kentucky e Vermont). 
Tal como em 1789, George Washington concorreu sem oposição à reeleição. De acordo com o sistema em vigor até à eleição de 1800, cada eleitor tinha direito a dois votos; o que recebesse maior número de votos no Colégio Eleitoral era eleito presidente, e o segundo era nomeado vice-presidente. Washington venceu por unanimidade (132 votos), e John Adams conseguiu 77 votos, sendo eleito como vice-presidente.

## Candidatos à presidência

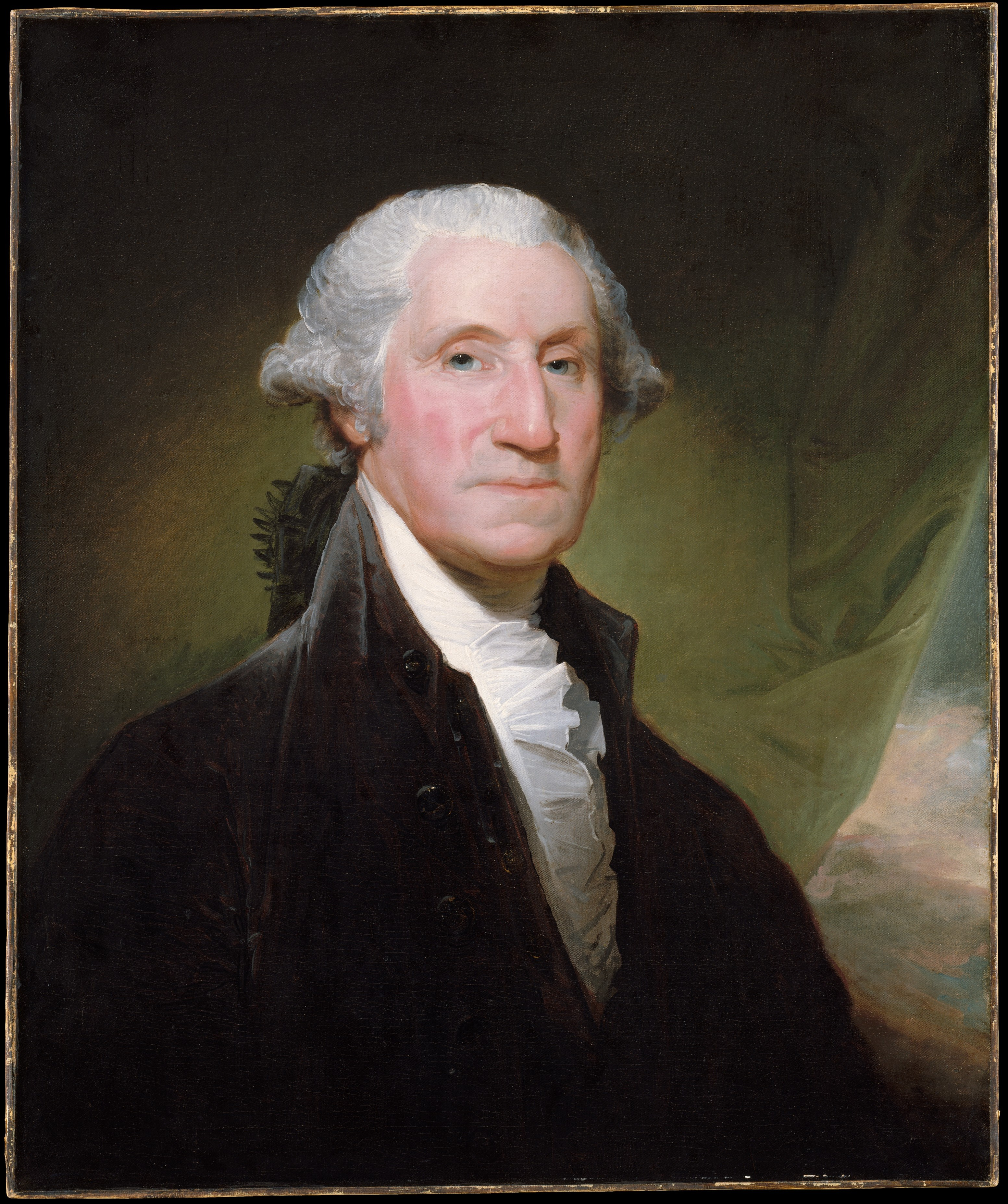
George Washington (Virgínia), presidente dos Estados Unidos.

## Candidatos à vice-presidência

### Federalista
- John Adams (Massachusetts), vice-presidente dos Estados Unidos.

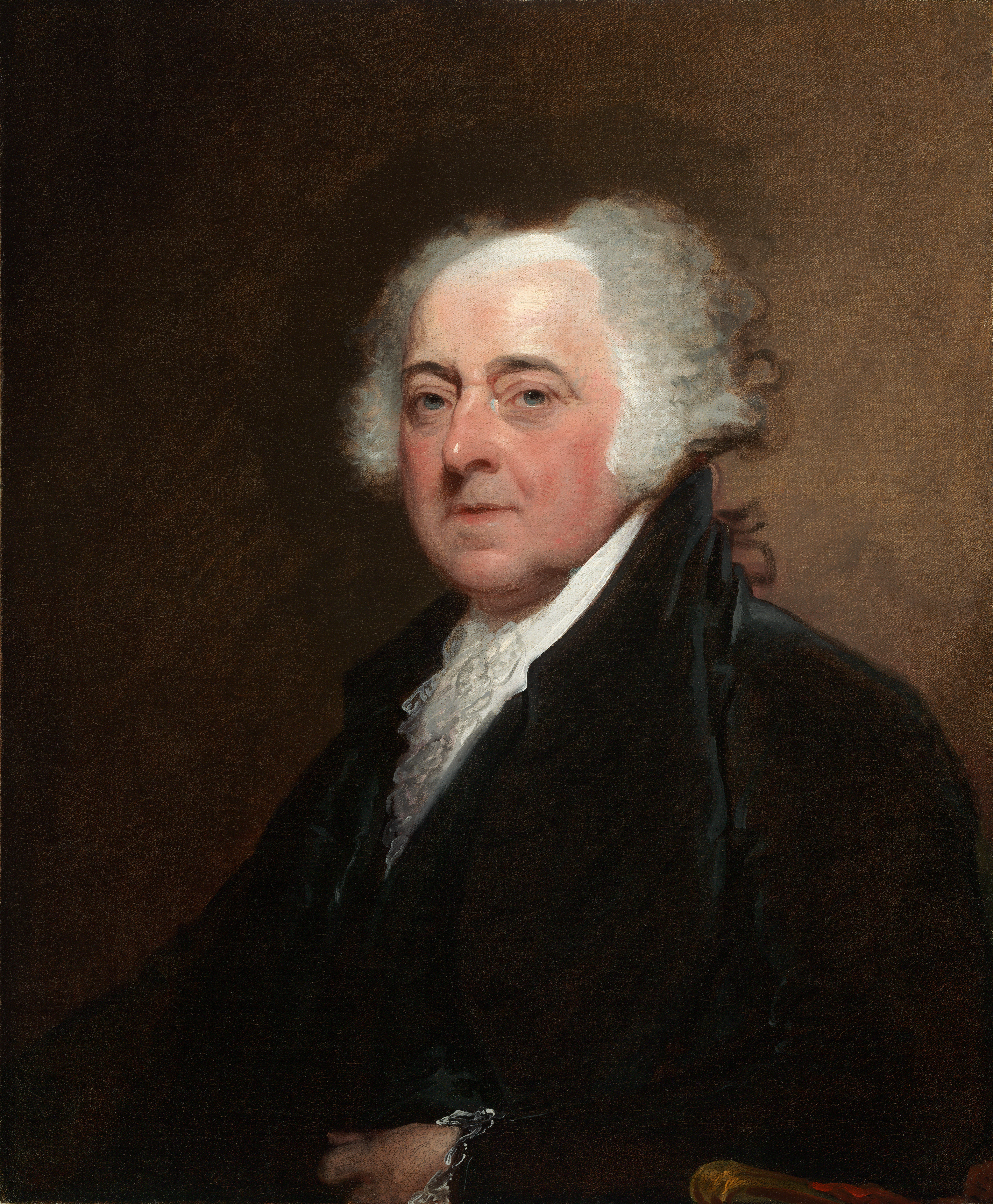
John Adams (Massachusetts)

### Anti-Federalista
- George Clinton (Nova Iorque), Governador de Nova Iorque.

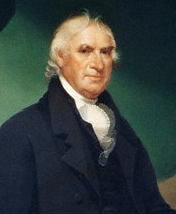
George Clinton (Nova Iorque)

## Processo eleitoral
Os eleitores gerais elegem outros "eleitores" que formam o Colégio Eleitoral. A quantidade de "eleitores" por estado varia de acordo com a quantidade populacional do estado. Em quase todos os estados, o vencedor do voto popular leva todos os votos do Colégio Eleitoral.

## Eleitores
| Partido                         | Voto popular(a), (b), (c) | Voto popular(a), (b), (c) |
| Partido                         | Votos                     | Porcentagem               |
| ------------------------------- | ------------------------- | ------------------------- |
| Eleitores Federalistas          | 9,478                     | 71.1%                     |
| Eleitores Democrata-Republicano | 3,854                     | 28.9%                     |
| Total                           | 13,332                    | 100.0%                    |

Fonte: U.S. President National Vote. Our Campaigns. (Acessado em 12/07/2011).
(A) Apenas 6 dos 15 estados escolheram eleitores por qualquer forma de voto popular.

(B) Menos de 0,5% da população votou: o Censo de 1790 contava com um total da população dos Estados Unidos de 3,9 milhões, sendo 3,2 milhões de habitantes livres e 700 mil escravos.

(C) Os Estados que escolheram os eleitores pelo voto popular tinham muitas diferentes restrições ao sufrágio por meio de exigências de propriedade.

## Resultados
| Candidato presidencial                                        | Partido                                                       | Estado de origem                                              | Voto popular(a)                                               | Voto popular(a)                                               | Colégio Eleitoral(b) |
| Candidato presidencial                                        | Partido                                                       | Estado de origem                                              | Votos                                                         | Porcentagem                                                   | Colégio Eleitoral(b) |
| ------------------------------------------------------------- | ------------------------------------------------------------- | ------------------------------------------------------------- | ------------------------------------------------------------- | ------------------------------------------------------------- | -------------------- |
| George Washington                                             | Independente                                                  | Virgínia                                                      | 13,332                                                        | 100%                                                          | 132                  |
| John Adams                                                    | Federalista                                                   | Massachusetts                                                 | —                                                             | —                                                             | 77                   |
| George Clinton                                                | Democrata-Republicano                                         | Nova Iorque                                                   | —                                                             | —                                                             | 50                   |
| Thomas Jefferson                                              | Democrata-Republicano                                         | Virgínia                                                      | —                                                             | —                                                             | 4                    |
| Aaron Burr                                                    | Democrata-Republicano                                         | Nova Iorque                                                   | —                                                             | —                                                             | 1                    |
| Total                                                         | Total                                                         | Total                                                         | 13,332                                                        | 100%                                                          | 264                  |
| Votos mínimos do Colégio Eleitoral que se precisa para vencer | Votos mínimos do Colégio Eleitoral que se precisa para vencer | Votos mínimos do Colégio Eleitoral que se precisa para vencer | Votos mínimos do Colégio Eleitoral que se precisa para vencer | Votos mínimos do Colégio Eleitoral que se precisa para vencer | 67                   |

Fonte: U. S. Electoral Colllege. Official Website National Archives. (Acessado em 12/07/2011)
(A)O voto popular é suspeito, porque apenas 6 dos 15 estados escolheram eleitores por qualquer forma de voto popular, pré-Vigésima Emenda constitucional sobre mandatos de políticos, e os estados que escolheram eleitores pelo voto popular tinham muitas vezes restrições ao voto através de requisitos de propriedade.

(B) Dois eleitores de Maryland e um eleitor de Vermont não votaram.

## Seleção dos "eleitores"
Forma de escolha dos eleitores do Colégio Eleitoral:
| Método de escolha dos eleitores | Estado (s)                |
| --- | ------------------------- |
| O estado é dividido em distritos eleitorais, os eleitores de cada distrito escolhem um "eleitor". | Virgínia, Kentucky.       |
| O "eleitor" é escolhido pelos eleitores do estado. | Maryland, Pensilvânia.    |
| Dois distritos do Congresso escolhem cinco eleitores cada, e dois distritos escolhe três de cada; Cada "eleitor" é escolhido pela maioria dos votos dos eleitores de cada distrito no Congresso; Se um número insuficiente de "eleitores" são escolhidos por maioria de votos de um distrito no Congresso, os eleitores restantes seram nomeados pelo Legislativo estadual. | Massachusetts.            |
| Cada "eleitor" é escolhido pela maioria de votos dos eleitores em todo o estado; Se um número insuficiente de "eleitores" são escolhidos pelo voto da maioria, o escoamento é realizada entre os outros mais votados. | Nova Hampshire            |
| Cada eleitor é nomeado pelo legislativo estadual. | (Todos os outros estados) |